# 納瓦拉的布蘭卡 (1177-1229)
納瓦拉的布蘭卡（西班牙語：Blanca de Navarra，約1177年—1229年3月13日），香檳伯爵夫人，納瓦拉國王桑喬六世的女兒。

## 家庭
1199年，布蘭卡與香檳伯爵蒂博三世結婚。蒂博三世的祖父是英格蘭國王史蒂芬的哥哥，屬於布盧瓦王朝。兩人的獨子特奧巴爾多於1201年出生。